# Open di Zurigo 1988
L'Open di Zurigo 1988 è stato un torneo femminile di tennis giocato sul sintetico indoor. È stata la 5ª edizione del torneo, che fa parte della categoria Tier IV nell'ambito del WTA Tour 1988. Si è giocato nell'Hallenstadion di Zurigo in Svizzera, dal 17 al 23 ottobre 1988.

## Campionesse

### Singolare
Pam Shriver ha battuto in finale  Manuela Maleeva con il punteggio di 6–3, 6–4

### Doppio
Isabelle Demongeot /  Nathalie Tauziat hanno battuto in finale  Claudia Kohde Kilsch /  Helena Suková con il punteggio di 6–3, 6–3